# Akkise, Ahırlı
Akkise là một thị trấn thuộc huyện Ahırlı, tỉnh Konya, Thổ Nhĩ Kỳ. Dân số thời điểm năm 2011 là 2.823 người.